# Canale di Stagno Piccolo
Il canale di Stagno Piccolo (in croato kanal Malog Stona, Maloga Stona o Malostonski kanal) è il braccio di mare che si trova tra la penisola di Clesto (Klek Kosa) e la penisola di Sabbioncello (Pelješac) nella Dalmazia meridionale, in Croazia (regione raguseo-narentana). 
L'appartenenza territoriale di una parte delle acque del canale di Stagno Piccolo antistanti alla penisola di Clesto e dei due isolotti scoglio Grande e scoglio Piccolo non è stata ancora ratificata, il territorio è rivendicato dalla Bosnia ed Erzegovina (cantone dell'Erzegovina-Narenta, comune di Neum) e dalla Croazia.

## Geografia
Il canale, che ha un andamento nord-ovest/sud-est, inizia dalla linea immaginaria che va da punta Blazza (rt Blace), sulla penisola di Sabbioncello, a punta Meged, Medjed o Meceda (rt Međed), all'ingresso del vallone di Clesto o Clesto e Neum (zaljev Neum - Klek). Il suddetto confine segna quindi il limite tra il canale di Stagno Piccolo e il mare Piccolo (Malo More), detto anche baia di Bratcovizza per la grande insenatura disseminata di isole che si trova nella parte sud-ovest e che termina a punta Blazza. Il mare Piccolo separa il canale di Stagno dal canale della Narenta (Neretvanski o Neretljanski kanal). 

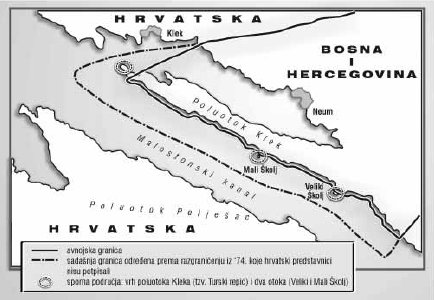
Il canale di Stagno Piccolo, la penisola di Clesto e il confine tra Croazia e Bosnia-Erzegovina

La penisola di Clesto (territorio dell'Erzegovina-Narenta), che termina con punta Capo di Clesto (rt rep Kleka), separa a nord-est il canale di Stagno Piccolo dal vallone di Clesto. Proseguendo in direzione sud-est, all'altezza del villaggio di Daba di Stagno o Duba (Duba Stonska), la stretta e lunga punta Domenica o Santa Domenica (rt Nedelja) racchiude a sud porto Dodita (uvala Bjejevica) e restringe il canale a punta Celien (rt Čeljen) a una larghezza di circa 320 m prima di allargarsi nuovamente di fronte a porto Russan o Luca (Luka) e Codiglie (Hodilje). In quel punto si apre a nord-est la valle Bistrina o Bristine (uvala Bistrina), luogo di allevamento di ostriche e molluschi, e a sud-est la valle Sozza chiusa a sud-ovest dalla piccola penisola d'Ostro (Ostrog). 
In corrispondenza della penisola d'Ostro, dopo Codiglie, il canale giunge alla sua ampiezza minima; questo tratto è detto Passo di Stagno Piccolo e conduce a valle Cutta, Cuta o Cute (uvala Kuta) che è la parte finale del canale di Stagno Piccolo. All'ingresso di valle Cutta, si apre a sud la piccola insenatura del golfo di Stagno Piccolo (Malostonski zaljev) dove si trovano il villaggio omonimo e l'istmo, ampio circa 1,3 km, che collega la penisola di Sabbioncello al continente. Sul lato opposto dell'istmo si trova Stagno Grande e l'andamento di Valle Cutta è parallelo al vallone di Stagno o canale di Stagno Grande (Stonski kanal).

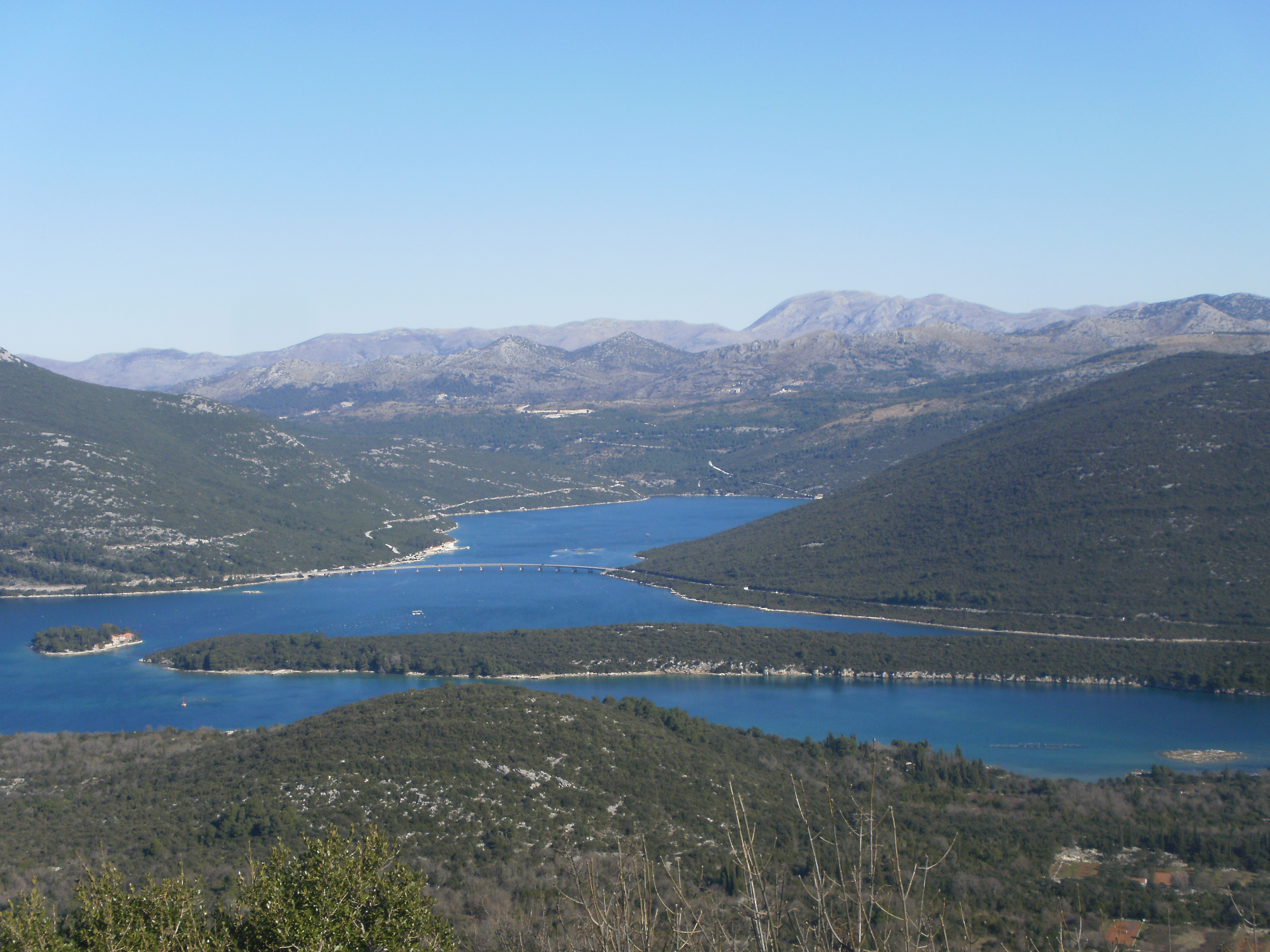
La penisola d'Ostro davanti a valle Bistrina

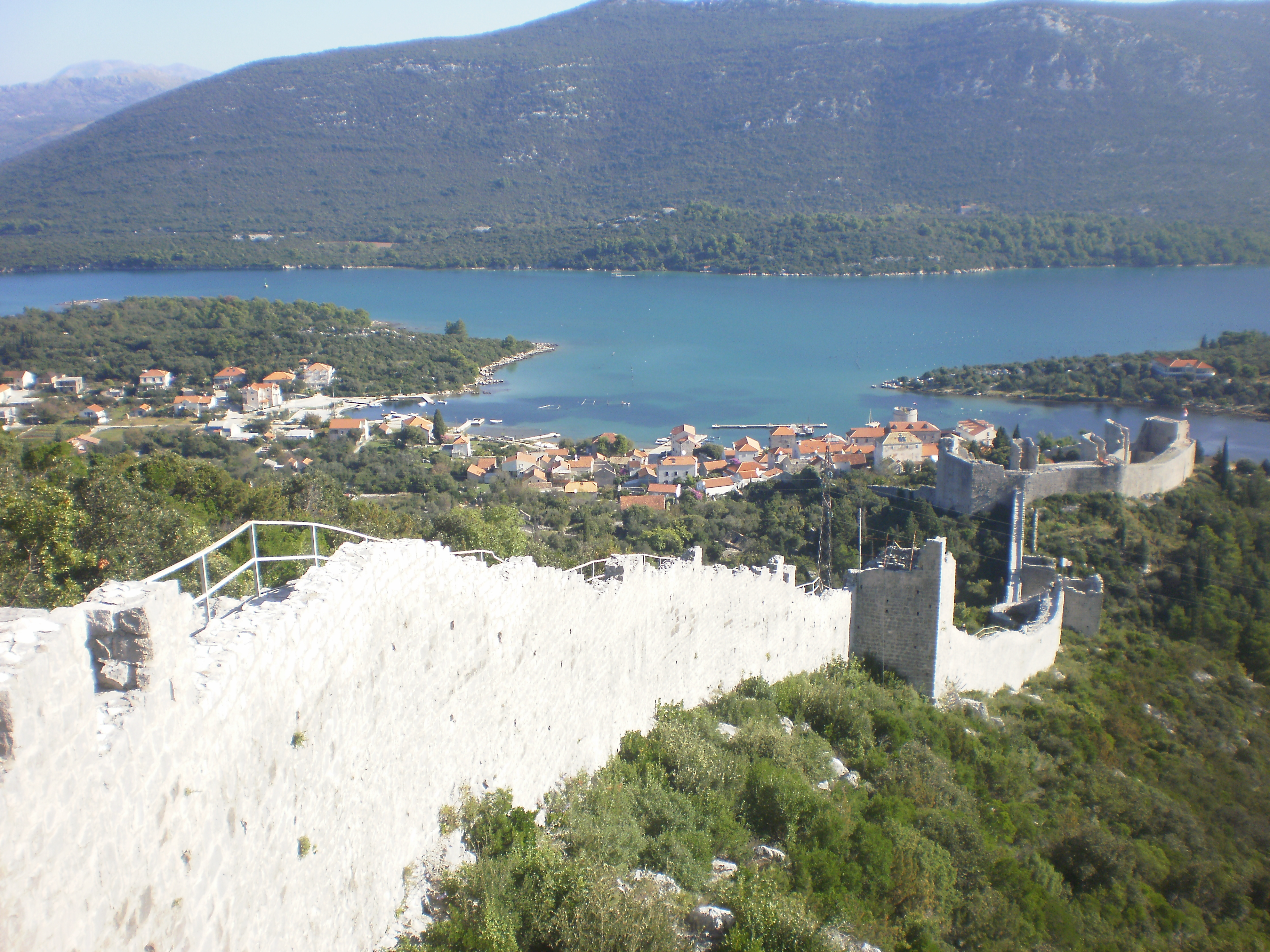
Il golfo di Stagno Piccolo (Malostonski zaljev)

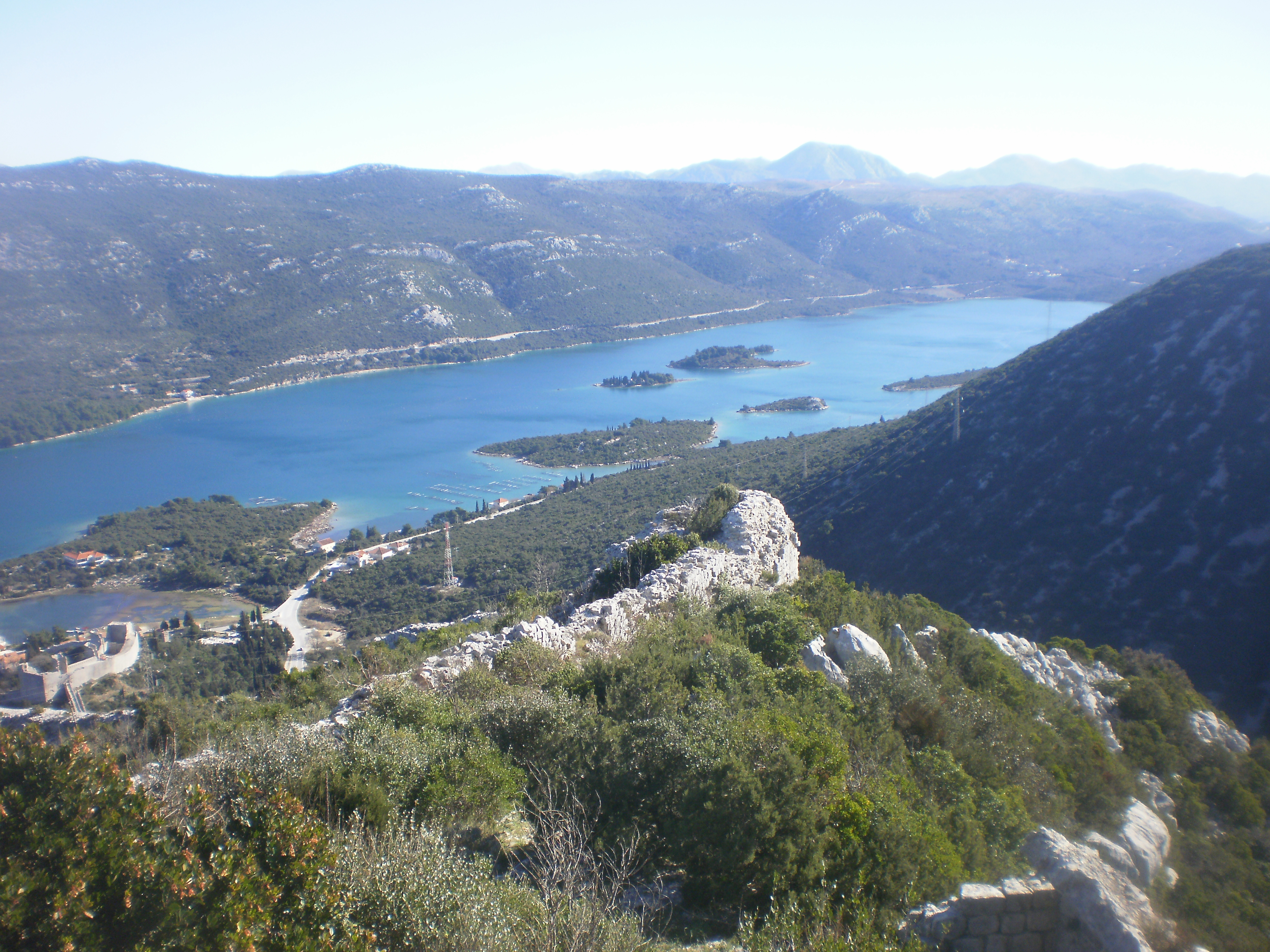
La valle Cutta

## Isole del canale
- Scoglio Piccolo (Mali Školj), adiacente alla penisola di Clesto in territorio conteso.
- Scoglio Grande (Veliki Školj), adiacente alla penisola di Clesto in territorio conteso.
- Bagnisola (Banja), a nord-est di porto Russan.
- Isola della Vita (otok Života, Govan o Govanj), all'estremità della penisola d'Ostro.
- Scoglio Ottocaz[36] (Školjić), piccolo scoglio nel passo di Stagno Piccolo, ha un fanale su torre cilindrica verde[37]. Lo scoglio ha una superficie di 1785 m²[38] 42°51′12″N 17°42′12″E.

Nella valle Cutta: 
- scoglio Grande (Veli o Veliki Školj).
- Bisacce[39] o Bisaghe[40] (Bisaci), scoglio dalla forma allungata con un'area di 4614 m²[38] e la costa lunga 336 m[38]; si trova 50 m[7] a est di scoglio Grande; assieme a quest'ultimo sono indicati anche con il nome di Bisazi[36] 42°50′31″N 17°43′31″E.
- Chiesetta[40] (Crkvica), scoglio con un'area di 6194 m²[38] e la costa lunga 355 m[38]; è situato 140 m[7] a nord-ovest di scoglio Grande 42°50′37″N 17°43′13″E.
- scoglio Stupica (hrid Stupica), piccolo scoglio con un'area di 419 m²[38], situato 50 m[7] a nord-ovest di Chiesetta 42°50′40″N 17°43′10″E.
- Scarpon[36] (Škrpun), scoglio di forma triangolare con un'area di 5923 m²[38], la costa lunga 321 m[38] e l'altezza di 10 m[7]; si trova 380 m[7] a ovest di scoglio Grande e chiude a nord la piccola valle Miševac 42°50′30″N 17°43′02″E.

### Cartografia
- (HR) Mappa topografica della Croazia 1:25000, su preglednik.arkod.hr. URL consultato il 17 agosto 2017.
- G. Giani, Carta prospettiva delle Comuni censuarie della Dalmazia, foglio 12, 1839. Fondo Miscellanea cartografica catastale, Archivio di Stato di Trieste.
- Carta di cabottaggio del mare Adriatico, foglio XI, Milano, Istituto geografico militare, 1822-1824. URL consultato il 16 agosto 2017 (archiviato dall'url originale il 13 aprile 2013).